# Žalm 149
Žalm 149 („Zpívejte Hospodinu píseň novou“) je biblický žalm. V překladech, které číslují podle Septuaginty, se jedná o 148. žalm. Žalm má hymnickou povahu, neboť začíná i končí výzvou Haleluja, a obsahuje jakýsi pomyslný pohled do budoucna, kdy se synové Izraele budou veselit před Hospodinem společně se všemi spravedlivými světa a kdy se Bůh jednou provždy vypořádá se všemi nepřáteli, kteří se ve své pýše stavěli proti jeho vládě a znevažovali jeho soudy.

## Užití v liturgii
V židovské liturgii je žalm podle siduru součástí každodenní ranní modlitby, a to v části zvané Psukej de-zimra („Verše písní“), kde tvoří s předchozími třemi a následujícím žalmem jakýsi sborový, mnohohlasý zpěv, jejichž crescendo vyjadřuje Hospodinu chválu, která se stupňuje a sílí až nakonec vyvrcholí mohutným výkřikem lásky ve slovech: „Pochválen budiž Hospodin na věky! Amen i amen. Pochválen budiž Hospodin ze Siona, Jenž sídlí v Jerusalémě! Halelujah! Pochválen budiž Hospodin Bůh, Bůh Israele, Jenž činí divy sám, a pochváleno budiž jméno Jeho slavné na věky; a naplněna budiž slávou Jeho všecka země! Amen i Amen.“ Spis Šimuš Tehilim („Užití Žalmů“), jehož autorem je zřejmě židovský učenec Chaj Ga'on (939–1038), navíc uvádí, že recitace 149. žalmu skýtá ochranu před šířením požáru.